# カール・ヴェルナー

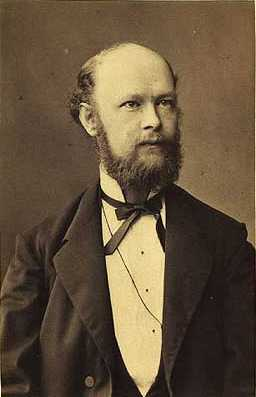
カール・ヴェルナー

カール・アドルフ・ヴェルナー（Karl Adolph Verner デンマーク語発音: [kɑːˀl ˈʋaɐ̯ˀnɐ] カール・ヴァーナ、1846年3月7日 オーフス – 1896年11月5日 コペンハーゲン）は、デンマークの言語学者。1875年に発見したヴェルナーの法則によって現在も名が知られる。姓はヴェルネル・フェルネルなどとも表記される。
言語学に対するヴェルナーの興味はラスムス・ラスクの著作を読むことによって培われた。ヴェルナーは1864年に大学で学習をはじめ、東洋語・ゲルマン語・スラブ語を学んだ。いったん軍務についたが、除隊後に研究を再開した。1871年12月にはロシアに旅行し、約1年かけてロシア語を勉強した。彼の最初の学問的論文は「Nogle Raskiana」(1874)である。
同時期にヴェルナーはデンマーク語とスラブ諸語のアクセントの研究を開始した。ヴェルナー本人が口頭で語ったところによると、ある朝起きたときに、ゴート語の2つの単語 fadar（父）と broþar（兄弟）の語根の母音のあとの子音が d と þ で異なる（印欧祖語ではどちらも *t で同じ）理由に頭を悩ませた。ちょうどアクセントの研究をしていたところだったので、アクセントによって説明ができるかを探求した。それでヴェルナーの法則を発見できたという。1875年に論文を書きあげてヴィルヘルム・トムセンに見せた。トムセンに促され、同年ヴェルナーはその論文をドイツ語に翻訳して公刊した。
優れた業績をあげたにもかかわらず、ヴェルナー本人はゲルマン文献学に関して自分がアマチュアにすぎないと考えていた。教授職への招きを断って、ハレ大学の図書館員としての仕事に満足していた。1877年にボップ賞を受賞したが、賞への応募にもあまり気乗りしなかった。1888年にようやく員外教授の職についた。同年デンマーク王立科学文学アカデミーの会員に選出された。
ヴェルナーの法則以外にはほとんど業績らしい業績をあげなかった。インド・ヨーロッパ祖語はサンスクリットと同様の a i u の3母音があったと古くは考えられていたが、1870年代後半になるとサンスクリットの ca と ka の区別について、前者の母音にほかの語派の e が対応することから、サンスクリットでも古くは e のような音で、前舌母音の前で k が口蓋化して c になったと説明され、それによって a e o の区別がインド・ヨーロッパ祖語にあったと考えるようになった。この転換が誰によって行われたのかは諸説紛々としてわからないが、オストホフはヴェルナーから聞いたという。ただしヴェルナー本人はこのことについて何も論文を書いていない。